# Бойм, Михал
Михал Пётр Бойм (пол. Michał Piotr Boym; лат. Michaël Boimus; на европейских языках был известен как Micahel Boym и т. п., а в Китае — как кит. упр. 卜弥格, пиньинь Bǔ Mígé, палл. Бу Мигэ; 1614 — 22 июня 1659) — польский миссионер-иезуит и учёный, работавший, главным образом, в Китае. Как миссионер известен своей деятельностью при дворе Чжу Юлана, последнего представителя династии Мин, считавшего себя императором и ведшего партизанскую борьбу в Южном Китае против маньчжурских оккупантов. Автор многочисленных научных трудов по фауне, флоре и географии Китая и Юго-Восточной Азии. Известен в ботанике как автор труда «Flora Sinensis» (1656), положившего начало «флорам» как виду ботанической литературы. Внёс вклад в европейскую медицину, издав в Германии серию книг по традиционным китайской медицине и фармакологии, благодаря которым в европейскую диагностическую практику вошло измерение пульса пациентов.

## Биография

### Происхождение и ранняя карьера

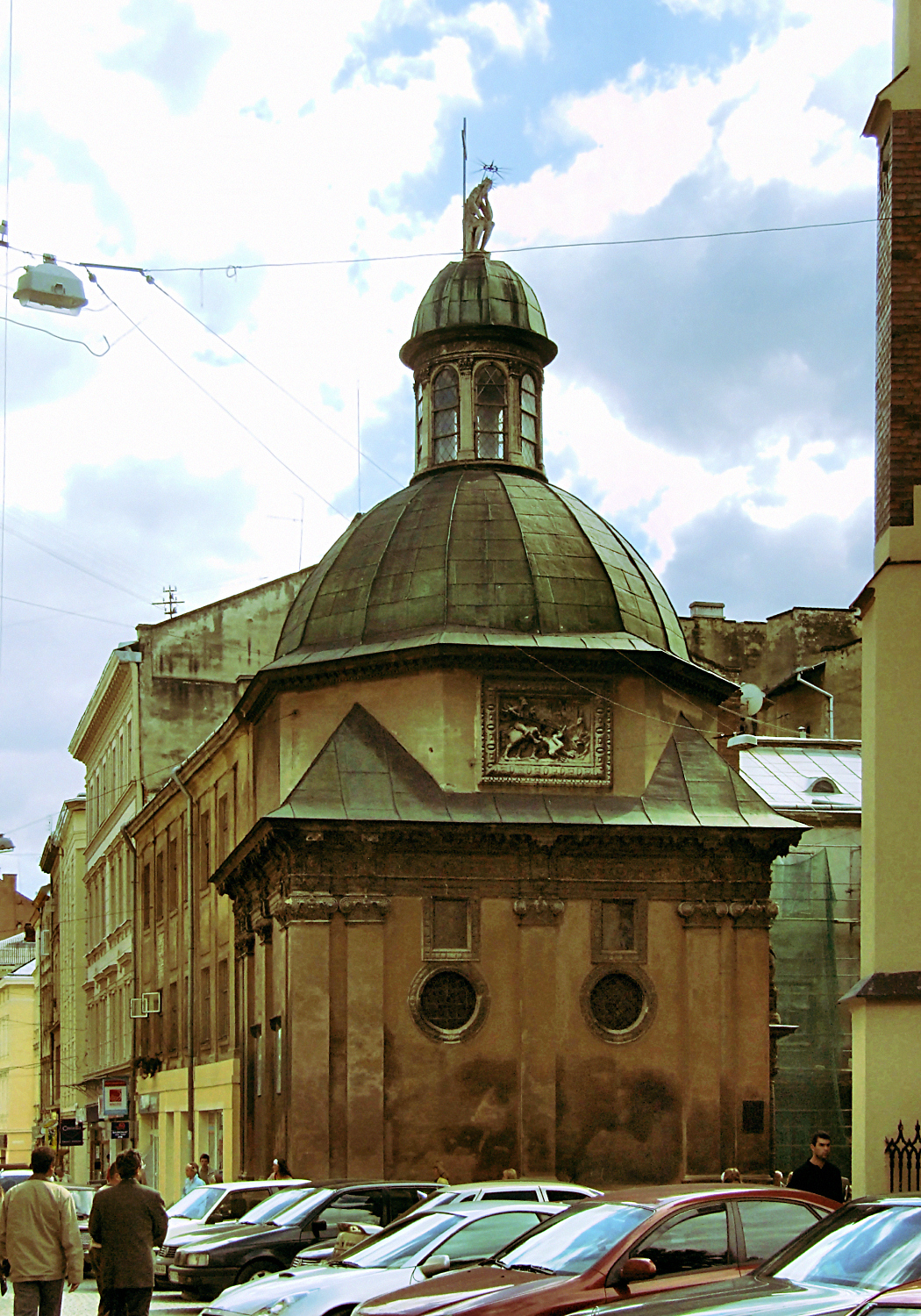
Часовня Боимов во Львове

Родился в Галиции в г. Львов (теперь Украина) в известной купеческой и медицинской семье.
Его прадед Бойм, Ежи (1537—1617) прибыл в Польшу из Венгрии с королём Стефаном Баторием и женился на польке Ядвиге Нижнёвской (Jadwiga Niżniowska). Отец Михала, Павел-Ежи Бойм (Paweł Jerzy Boim, 1581—1641) был врачом польского короля Сигизмунда III. Со времён основателя рода, венгра Дьёрдя (Ежи), большинство членов рода Боймов были похоронены в их родовой часовне, которая и сейчас существует во Львове.
У Павла-Ежи было шестеро сыновей: самый старший брат, Ежи, был лишён наследства за разгильдяйство, Миколай и Ян пошли по купеческой линии, Павел стал врачом, а Бенедикт-Павел и Михал вступили в орден иезуитов.

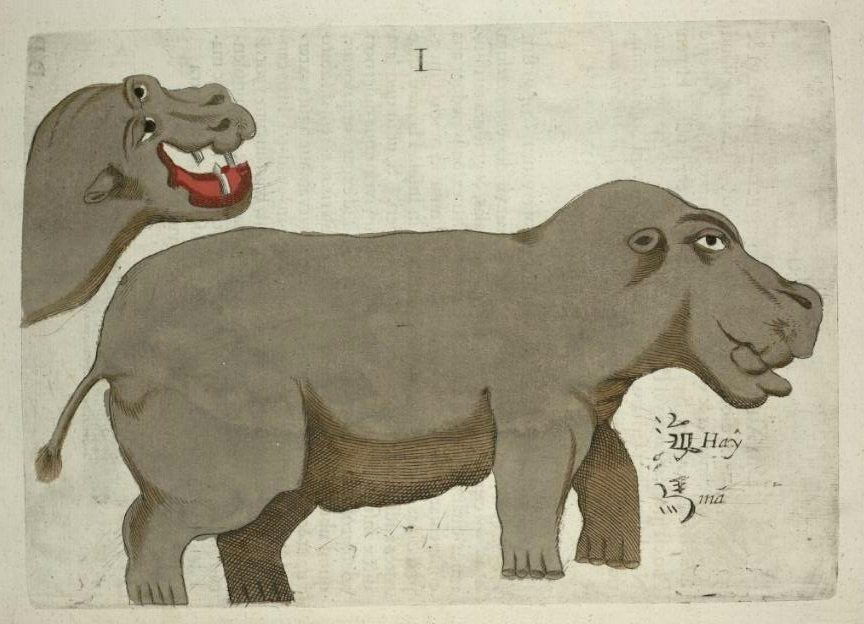
Плавание из Лиссабона в Китай вокруг Африки часто включало остановку в Мозамбике, где Бойм ознакомился с бегемотами: его зарисовка из Flora Sinensis

В 1631 году Михал Бойм вступил в орден иезуитов и был рукоположён в сан священника. В 1643 году, после более десятилетия учёбы в монастырях Кракова и Калиша, и на медицинском факультете Падуанского университета (Италия),
Михал отправился в своё первое путешествие в Азию, во главе группы, включавшей ещё девять молодых иезуитов. Он сначала посетил Рим, где получил благословение на экспедицию и статус официальной католической миссии от папы Урбана VIII в Риме, и затем, как и большинство иезуитов, отправлявшихся на Дальний Восток в те годы, отбыл морским путём из Лиссабона в Гоа, а затем в Макао.
Бойм преподавал некоторое время в иезуитском колледже в Макао, а затем миссионерствовал в Тонкине (северный Вьетнам) и в Динъане на китайском острове Хайнань. Миссия на Хайнане просуществовала до 1647 или 1648 г, когда остров был захвачен маньчжурами, и Бойм вернулся в Макао.

### При дворе беглого императора

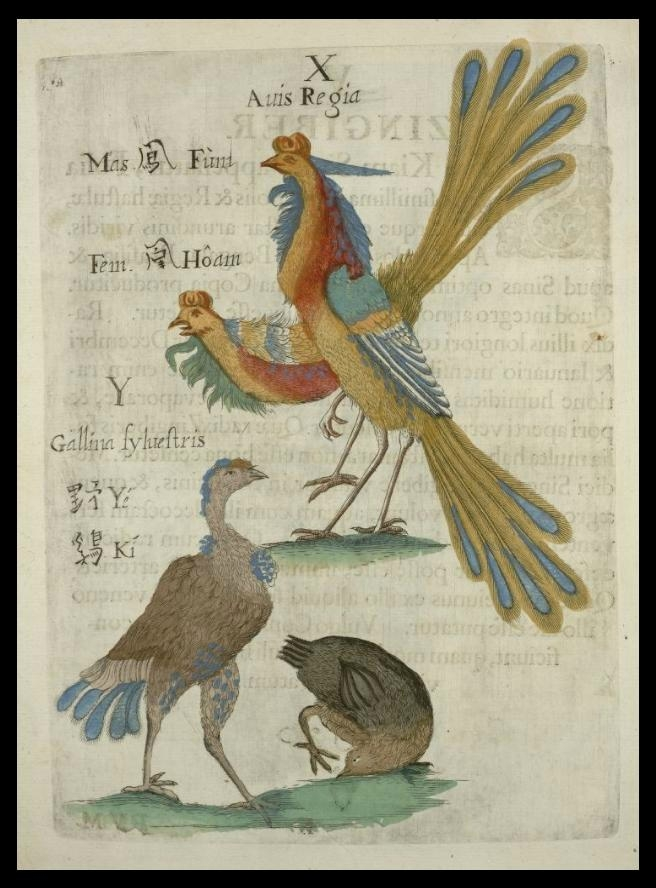
Китайский феникс и лесная курица. Зарисовка Бойма из Flora Sinensis

К концу 1640-х годов большинство иезуитов, живших и работавших в Китае, перешло на сторону маньчжурской империи Цин, за несколько лет завоевавшей почти всю страну. Однако базировавшийся в Гуанчжоу вице-провинциал иезуитского ордена в Китае Альваро Семедо продолжал поддерживать контакты со двором Чжу Юлана. Чжу Юлан, внук императора Ваньли, был коронован своими сторонниками в конце 1646 г. как минский император Юнли (Yongli), и верные ему силы всё ещё контролировали некоторые части южного и юго-западного Китая. Главный евнух и секретарь Чжу Юлана уже давно был христианином (известен европейцам как Ахиллес Пан), и работавшему при дворе Чжу Юлана австрийскому иезуиту Андреасу Вольфгангу Коффлеру (Andreas Wolfgang Koffler, 1603—1651) удалось добиться немалых успехов: в 1648 г он окрестил вдовствующую императрицу, которая стала известна как Елена Ван; мать императора Марию Ма; императрицу Анну Ван; и наследника престола Чжу Цусюаня, ставшего в крещении Константином (Dangding, Дандин) — надо полагать, не без мысли о св. Елене и Константине. Многочисленные придворные также приняли крещение.

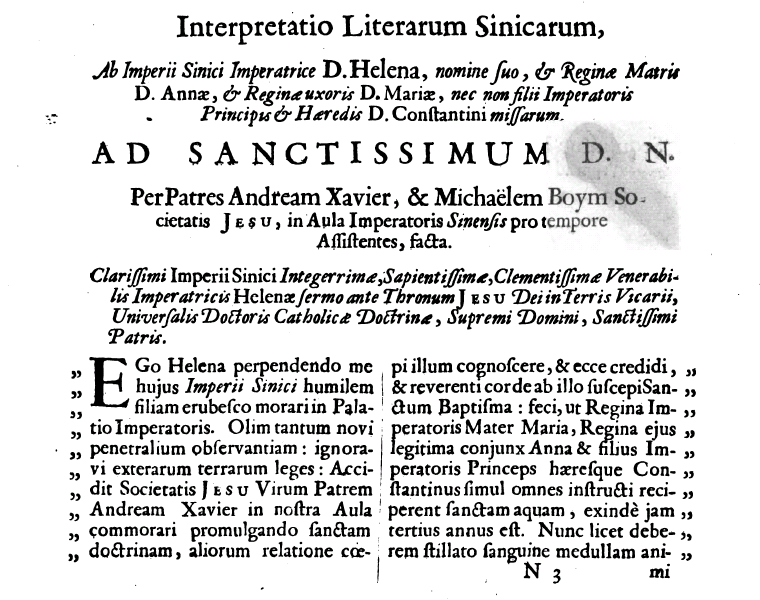
Часть письма Главной вдовствующей императрицы Елены, от своего имени и имени других императриц и наследника Константина, Римскому папе. Латинский перевод Бойма

В 1649 г. Альваро Семедо послал Бойма ко двору Чжу Юлана, базировавшегося в это время в Чжаоцине, на западе Гуандуна. Сейчас Чжаоцин не слишком известен за пределами Гуандуна, но в минскую эпоху этот город был традиционным местом расположения генерал-губернатора двух южных провинций, Гуандуна и Гуанси. Именно там почти за 70 лет до Бойма Маттео Риччи и Микеле Руджери начали свою миссионерскую деятельность в Китае. Вскоре, однако, положение минского императора ухудшилось — ему пришлось отступать от цинских войск вверх по реке в Учжоу, затем в Наньнин (пров. Гуанси). В ноябре 1650 г, вдовствующая императрица Елена Ван и главный евнух Ахиллес Пан написали письма к Папе римскому и генералу ордена иезуитов со слёзной просьбой о помощи против цинских завоевателей. Бойм взялся доставить послания по назначению, и замолвить слово за беглого императора перед святейшим престолом.
Два молодых крещёных китайца — Андрей Чжэн (кит. упр. 郑安德勒, пиньинь Zhèng Āndélè, палл. Чжэн Андэлэ) и Иосиф Го (кит. упр. 郭若习, пиньинь Guō Ruòxí, палл. Го Жоси) — были посланы Ахиллесом Паном в Рим вместе с Боймом, но Иосиф вскоре заболел и вернулся домой. Андрей, однако, проделал весь путь в Рим и обратно в Китай вместе с польским иезуитом.

### В Риме

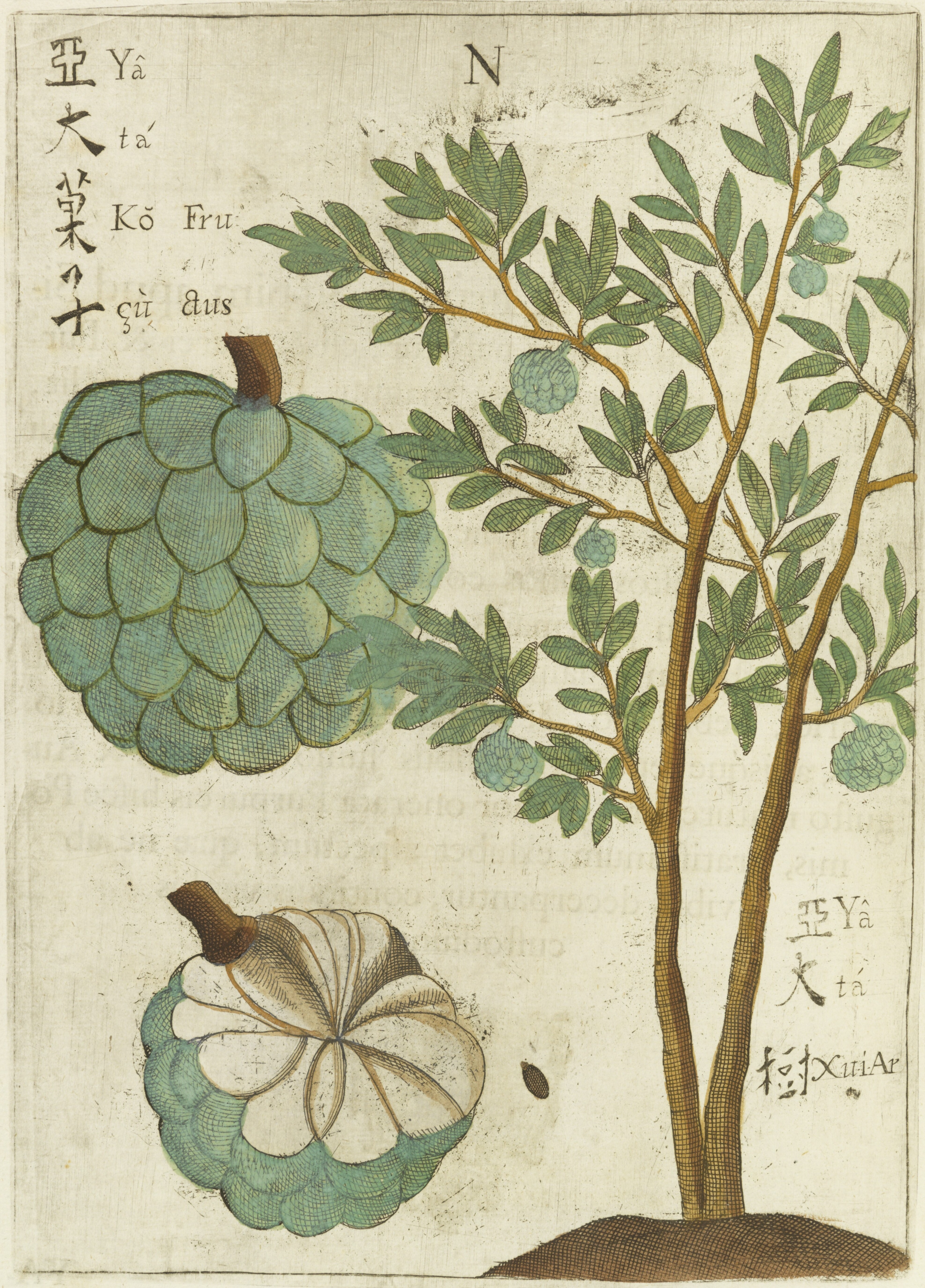
Сметанное яблоко. Зарисовка Бойма из Flora Sinensis

Несмотря на недоброжелательность португальских властей в Макао, которым очень бы не хотелось, чтобы новые цинские правители Китая (Цины уже взяли Гуанчжоу 25 ноября 1650 г) узнали о их помощи минским «партизанам», Бойм и Чжэн смогли отплыть из Макао в Гоа около 1 января 1651 г.

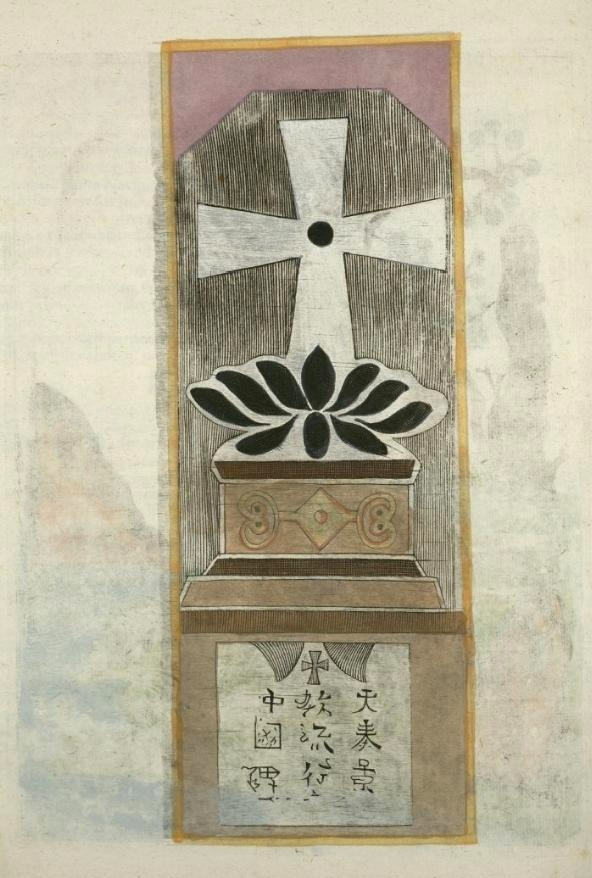
Навершие несторианской стелы. Зарисовка Бойма

В Гоа, куда Бойм и Чжэн прибыли в марте 1651 г., как португальский губернатор так и иезуитское руководство также были настроены против какой-либо помощи беглому минскому двору. Бойм был посажен под домашний арест, но смог бежать и продолжить свой путь в Рим уже через Могольскую, Персидскую и Оттоманскую империи. Через Сурат, Хайдарабад, Бендер-Аббас, Шираз, Исфахан, Эрзерум и Трабзон, Бойм и Чжэн в августе 1652 года достигли турецкого средиземноморского порта Измира, откуда к декабрю добрались в Венецию.
Облачившись в костюм китайского мандарина, Бойм призывал власть имущих Европы на помощь делу освобождения Китая от маньчжурских захватчиков, но не смог достичь практических результатов. Пока Бойм ехал из Китая в Рим, в иезуитском ордене сменилось 3 генерала (Франческо Пикколомини умер в 1651 г, Алессандро Готтифреди — в 1652 г); сменивший их Госвин Никель вовсе не был сторонником помощи безнадёжному делу минского сопротивления.
Пока Бойм ждал папской аудиенции, папа Иннокентий X тоже умер. Наконец в декабре 1655 г. новоизбранный папа Александр VII принял Бойма, и дал ему доброжелательное, но бесполезное ответное письмо к минскому двору.
Хотя пребывание Бойма и Чжэна в Италии не принесло пользы пославшему их минскому императорскому двору, оно оказалось чрезвычайно плодотворным для расширения европейских знаний о Китае, благодаря записям по географии, флоре и фауне Азии, которые Бойм вёл во время своей миссионерской деятельности в Азии, и которые он сейчас получил возможность обработать. Богато иллюстрированная книга Бойма Flora sinensis («Флора Китая»), опубликованная в 1656 году в Вене, содержала детальную информацию о растительном и животном мире южного Китая и Юго-восточной Азии. Как считают, она стала первым представителем жанра «Флор» — монографий о растительном мире какого-либо региона.
Бойм также опубликовал важные книги о китайской медицине — Specimen medicinae Sinicae («Целебные растения Китая») и Clavis medica ad Chinarum doctrinam de pulsibus («Медицинский ключ к китайскому учению о пульсе»).
Бойм и Чжэн также участвовали в работе по транскрипции и переводу на латинский язык текста знаменитой несторианской стелы — памятника раннего христианства в Китае. Позднее (уже после смерти Бойма) ещё один китаец, подписавшийся по-латински как «Matthaeus Sina» (видимо, прибывший в Рим через Тибет и Индию с Йоханном Грюбером, также работал над текстом. Плод их коллективного труда был позднее (1667) опубликован Афанасием Кирхером в энциклопедическом томе China Illustrata, в котором содержалось и много других материалов Бойма. Текст стелы стал первым документом на китайском языке, опубликованным в Европе.

### Возвращение в Китай

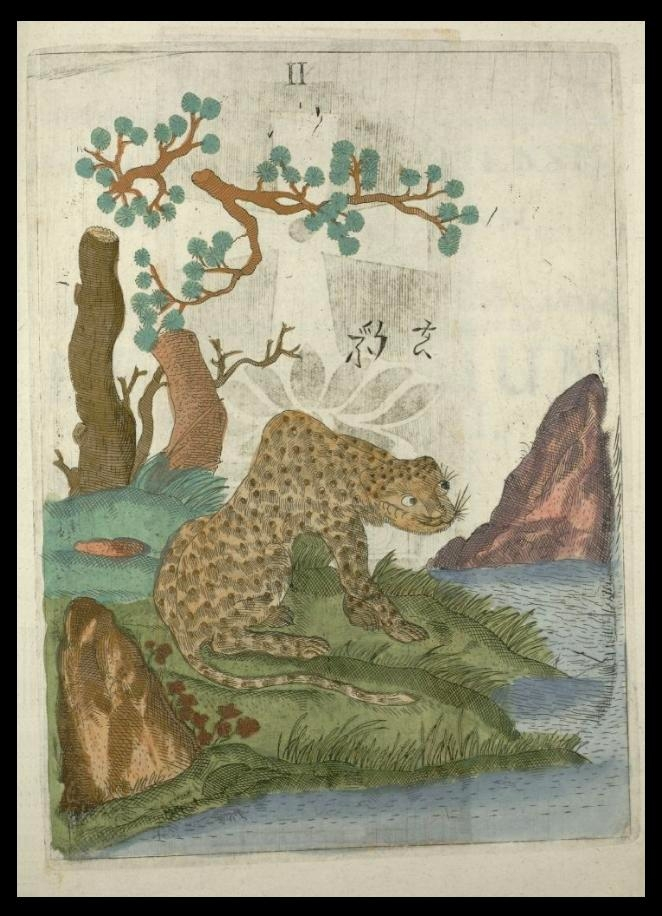
Китайский леопард. Зарисовка Бойма из Flora Sinensis

В марте 1656 года Бойм, с папским письмом, отправился в Китай во главе группы из восьми священников, половина из которых умерла от болезней, не достигнув цели пути. Власти в Гоа и Макао, придерживаясь португальской политики сотрудничества с цинским режимом, не пускают его в Китай. После длительной задержки, в начале 1658 года Бойм и Чжэн смогли-таки добраться до Аюттхаи, столицы Сиама, а оттуда на китайской джонке уплыли в северный Вьетнам. Там они стали искать проводников, которые смогли бы провести их на ещё занимаемую минскими партизанами территорию. В 1659 году они проникли через китайскую границу в Гуанси, но обнаружили, что все дороги там уже под цинским контролем. Обратно во Вьетнам их тоже не пускали. Бойм тяжело заболел и 22 июня 1659 умер где-то в джунглях у китайско-вьетнамской границы. Его верный спутник, Андрей Чжэн, похоронил польского иезуита, поставив крест на его могиле, и скрылся в горах. В настоящее время место захоронения неизвестно.